# Kazimierz Pękala
Kazimierz Pękala (ur. 28 sierpnia 1936 w Posiołku Nowodworskim, zm. 20 listopada 2018 w Lublinie) – polski geomorfolog, prof. dr hab., nauczyciel akademicki Uniwersytetu Marii Curie-Skłodowskiej w Lublinie.

## Życiorys
Studiował geografię na Uniwersytecie Marii Curie-Skłodowskiej w Lublinie. Miał doktorat i stopień doktora habilitowanego. 15 czerwca 1990 uzyskał tytuł naukowy profesora nauk przyrodniczych. Pełnił funkcję przewodniczącego Komisji Rewizyjnej Polskiego Towarzystwa Geomorfologów Polskich oraz zastępcy przewodniczącego Komitetu Badań Polarnych Prezydium Polskiej Akademii Nauk.
Zmarł 20 listopada 2018. Pochowany został na cmentarzu przy ulicy Lipowej w Lublinie. 

## Odznaczenia
- Krzyż Kawalerski Orderu Odrodzenia Polski[1]
- Złoty Krzyż Zasługi[1]